# Sapho bicolor
Sapho bicolor – gatunek ważki z rodziny świteziankowatych (Calopterygidae).